# Алмазов, Аркадий Ефимович
Арка́дий Ефи́мович Алма́зов (1908 — ?) — советский оперный певец (тенор).

## Биография
Родился в 1908 году.
Выступал в Куйбышевском областном театре оперы и балета, Свердловском театре оперы и балета.
В 1947—1951 годах — солист ЛГМАТОБ.

## Оперные партии
- «Кирилл Извеков» А. А. Чернова — Цветухин
- «Майская ночь» Н. А. Римского-Корсакова — Левко
- «Молодая гвардия» Ю. С. Мейтуса — Сергей Тюленин

## Награды и премии
- заслуженный артист РСФСР (30.12.1954)
- Сталинская премия второй степени (1951) — за исполнение партии Сергея Тюленина в оперном спектакле «Молодая гвардия» Ю. С. Мейтуса на сцене ЛГМАТОБ